# Liste der Naturdenkmale in Frankeneck
Die Liste der Naturdenkmale in Frankeneck nennt die im Gemeindegebiet von Frankeneck ausgewiesenen Naturdenkmale (Stand 4. März 2024).

## Naturdenkmale
| Nr.         | Bezeichnung               | Lage                                                | Beschreibung                        | Bild                                    |
| ----------- | ------------------------- | --------------------------------------------------- | ----------------------------------- | --------------------------------------- |
| ND-7332-548 | Felsgruppe am Zähnblicker | nördlich oberhalb des Ortskerns Lage                | Felsgruppe                          | Direkt Bild zu diesem Denkmal hochladen |
| ND-7332-549 | Vierröhrenbrunnen         | südlich des Ortskerns; Abteilung Schätzlerberg Lage | auch Alter Brunnen; gefasste Quelle | Direkt Bild zu diesem Denkmal hochladen |